# Brigitte Bierlein
Brigitte Bierlein (Bécs, 1949. június 25. – Bécs, 2024. június 3.) osztrák jogász, politikus. Ausztria kancellárja 2019. június 3. és 2020. január 7. között.

## Pályafutása
2003-ban a szövetségi alkotmánybíróság alelnöke lett, majd 2018-tól annak elnöke.
Alexander Van der Bellen államfő 2019. május 30-án – azt követően, hogy az ibizai videós botrányba a „főszereplő” Heinz-Christian Strache szabadságpárti (FPÖ) alkancellár után a koalíciós partner Sebastian Kurz néppárti (ÖVP) kancellár is belebukott, akitől a parlamentben megvonták a bizalmat – kormányalakításra kérte fel.
A hat férfit és hat nőt számláló új, szakértői kabinetje június 3-án tette le azt esküt, s ezzel Ausztria történetének első női kancellárja lett. Az átmeneti kormány a szeptemberi előrehozott választásokig volt hivatalban, s legfőbb feladata az államapparátus zavartalan működtetése volt.